# Kryptopterus geminus
Kryptopterus geminus is een straalvinnige vissensoort uit de familie van echte meervallen (Siluridae). De wetenschappelijke naam van de soort is voor het eerst geldig gepubliceerd in 2003 door Ng.